# Radio Italia Summer Hits 2015
Radio Italia Summer Hits 2015 è una compilation di Radio Italia pubblicata nel giugno 2015 da Solomusicaitaliana e distribuita da Sony Music.

## Tracce

### CD 1
1. Eros Ramazzotti – Il tempo non sente ragione
2. Malika Ayane – Senza fare sul serio
3. J-Ax – Maria Salvador (feat. Il Cile)
4. Francesca Michielin – L'amore esiste
5. Francesco Sarcina – Femmina
6. Paola Turci – Io sono
7. Negrita – Il gioco
8. Chiara – Siamo adesso
9. Clementino – Luna
10. Carmen Consoli – Sintonia imperfetta
11. Nek – Se telefonando
12. Don Joe – Ora o mai più (feat. Emma)
13. Francesco Renga – Era una vita che ti stavo aspettando
14. Fabri Fibra – Come Vasco
15. Vasco Rossi – Come vorrei
16. Max Pezzali – È venerdì

### CD 2
1. Fedez – L'amore eternit (feat. Noemi)
2. Tiziano Ferro – Incanto
3. Marco Mengoni – Io ti aspetto
4. Cesare Cremonini – Buon viaggio (Share the Love)
5. Neffa – Nella macchina (feat. Marracash)
6. Annalisa – Vincerò
7. Nesli – Allora ridi
8. Nina Zilli – #RLL - Riprenditi le lacrime
9. Neffa – Sigarette
10. Lorenzo Fragola – #Fuori c'è il sole
11. Subsonica – Specchio
12. Raf – Rimani tu
13. Marco Masini – Non è vero che l'amore cambia il mondo
14. Gianluca Grignani – Fuori dai guai (feat. Emis Killa)
15. Antonello Venditti – Ti amo inutilmente
16. Marco Rotelli – Parlami, cercami